# Плаващи пясъци
Плаващи пясъци се наричат пясъци, пренаситени с вода и способни да поглъщат в дълбочина различни тела. Образуват се в наситени и разводнени пясъци. Когато водата в пясъка не може да излезе, тя образува втечнена почва, която губи издръжливостта си и не може да издържа тежестта на друго тяло. Могат да се образуват в застояли води или такива, които текат нагоре (например артезиански води).
Наситеният седимент може на пръв поглед да изглежда достатъчно твърд, докато не настъпи внезапна промяна в налягането, която да започне процеса на втечняване на почвата. Образувалата се водна възглавница придава на плаващите пясъци течен и порест вид. Тяло, попаднало в плаващи пясъци, потъва до ниво, при което масата на тялото се изравнява с масата на изместената почва и тогава потопеният обект започва да плава, благодарение на архимедовата сила.

## Свойства
Плаващите пясъци представляват псевдопластичен ненютонов флуид – когато са в покой, те са в твърдо гелообразно състояние, но малка промяна (по-малка от 1%) в механичното напрежение на почвата предизвиква рязък спад във вискозитета ѝ. След първоначалното смущение (например човек, който върви върху тях) водата и пясъкът в плаващите пясъци се отделят и се образуват плътни региони от пясъчен седимент. Именно поради образуването на тези региони, вискозитетът на почвата намалява изведнъж. Ако човек стъпи върху плаващи пясъци, той започва да потъва. За да може да се движи в тях, той трябва да приложи достатъчно сила върху плътния слой пясък, така че да внесе достатъчно вода, която да го втечни. Тази сила, обаче, е много голяма – за да се измъкне ходило от плаващи пясъци със скорост 0,01 m/s е нужна сила, съизмерима със силата, която е нужна за повдигането на лек автомобил.
Противно на общоприетото схващане, плаващите пясъци са безобидни. Човек или животно е малко вероятно да потъне напълно в плаващи пясъци и да се удави, поради високата плътност на флуида. Плаващите пясъци имат плътност от 2 g/mm, докато плътността на човешкото тяло е около 1 g/mm. Това прави потъването в плаващи пясъци невъзможно. Възможно е потъване до кръста, но не повече. Дори тела, които имат по-голяма плътност от плаващите пясъци биха плавали, стига да се движат.
Продължителни панически движения, обаче, могат да накарат човек да потъне по-дълбоко, откъдето тръгва и вярването, че плаващите пясъци са опасни. Тъй като те възпират движението, това може да доведе до ситуация, където други фактори като дехидратация, хипотермия, приливи или хищници могат да навредят на човека в капан.